# János Arany

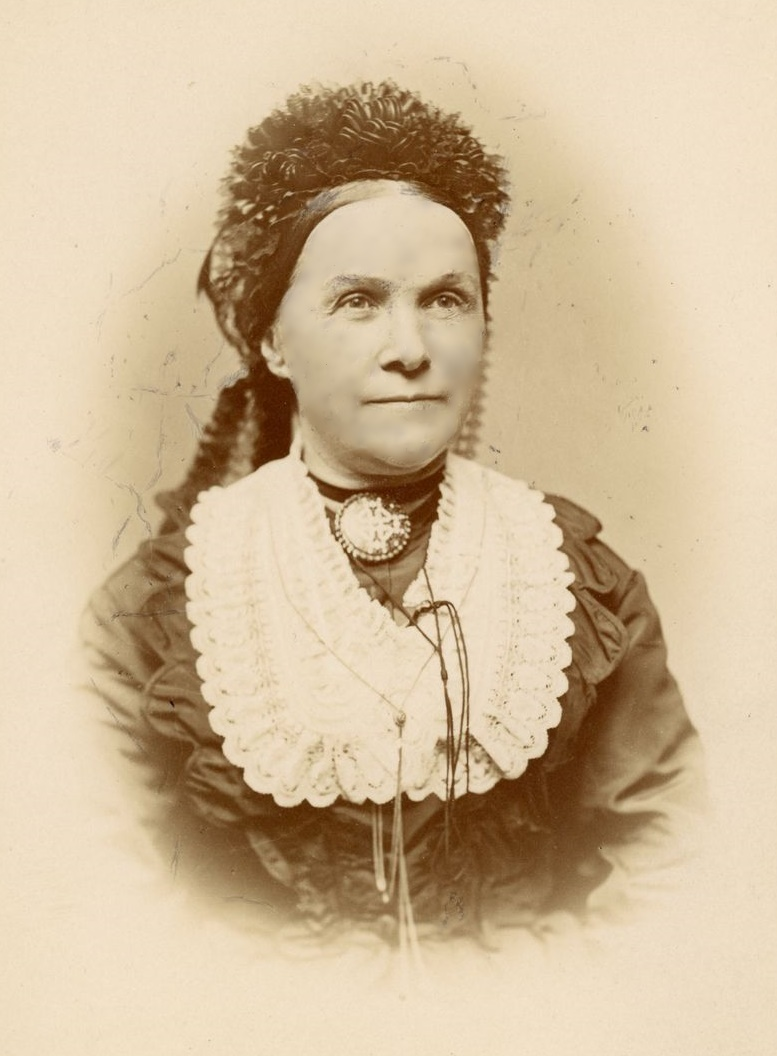
Julianna Ercsey, manželka

János Arany ([ˈjaːnoʃ ˈɒrɒɲ], 2. březen 1817 Nagy-Szalonta – 22. říjen 1882 Budapešť) byl maďarský básník, literární teoretik a překladatel, jedna z klíčových postav maďarské poezie 19. století. Podporovatel revoluce roku 1848 a v letech 1865–1879 hlavní sekretář Maďarské akademie věd. Jeho syn László Arany byl rovněž významným básníkem.

## Život
Pocházel z rodiny zchudlé šlechty, studoval na Debreczinské koleji v rodné Szalontě. Roku 1839 se stal písařem a v roce 1840 druhým notářem v Szalontě. Roku 1842 byl na místní koleji jmenován rektorem.
Velmi ho ovlivnil jeho spolužák Štěpán Szilágyi, který ho přiměl ke studiu anglické literatury a řeckých tragédií. Arany pod tímto vlivem přeložil Shakespearova Krále Jana a roku 1843 napsal své první větší dílo Azelveszett alkotmány (Ztracená Ústava), satirický epos o 7 zpěvech, ve kterém se autor vysmívá župní správě. Text měl úspěch a získal roku 1845 cenu Kisfaludyovy společnosti. To Aranyho povzbudilo k sepsání národního eposu Toldi (1847), ve kterém se chopil vážnější tematiky a užil složitější verš. Z eposu se stal první díl Toldiovy trilogie, jejímž hrdinou je známý silák a selský hrdina ze staromaďarských pověstí Mikuláš Toldi, který měl působit v době vlády Roberta Karla a Ludvíka Velkého. Roku 1848 vydal další díly trilogie Toldi estéje (Toldiův večer) a Murány ostroma (Obléhání Muráně). Kritika je přijala s nadšením.
Ve stejném roce se stal členem Kisfaludyovy společnosti a zapojil se do revoluce 1848. Během revoluce omezil psaní na minimum, sepsal pouze několik národních balad.
Ottův slovník naučný o jeho baladách soudil: „Svědčily o tom, jak hluboko vnikl tvůrce jejich do poesie lidu. On první uvedl do maďarské poesie pravou balladu a proslavil se později tímto druhem básnictví tou měrou, že, kdyby nebyl krom ballad svých nic jiného napsal, zasluhoval by zasednouti na nejvyšším místě maďarského Parnassu. Předchůdcové jeho v tomto odvětví poesie dle cizích vzorů se řídili, ale Arany pojav jasně pravou podstatu ballady a studovav staroanglické a sikulské národní ballady uvedl na základě jejich do poesie maďarské balladu, k níž bral látku z maďarského života, z uherské historie a kterou utvořil v duchu maďarském, formou dokonalou, dosud nikým nepřekonanou.“
V Szalontě žil až do roku 1851, kdy se stal profesorem latiny a maďarštiny na gymnáziu ve Velkém Körösi. Zde dokončil Toldiovu trilogii a sepsal epos Nagyidai czigányok (1852). Roku 1856 vyšly v Budapešti poprvé jeho drobné básně.
Z köröské etapy pocházejí též jeho literárněvědné texty jako Valami az asszonanczról (Něco o asonanci, 1854), A magyar nemzeti versidomról (O maďarském národním verši, 1856), A naiv eposról (O naivním eposu), Irodalmi arczképek (Literární typy) či Irányok (Směsi). V nich formuloval novou teorii o maďarském verši, shrnul různá literárně a kulturně historická pojednání a jazykovědné úvahy.
Ottův slovník naučný jeho teorii maďarského verše popisoval následovně: „V maďarském jazyku rozčlánkování verše závisí na slabice přízvukem opatřené, která tvoří se slabikami jí podřízenými, tedy ne zvlášť akcentovanými, organický celek, to jest caesurami rozdělenou stopu čili takt. Maďarská poesie znala původně jen rhythmus, rým a metrum jí byly pouze nahodilými. Theorií touto dal Arany dosavadní rhythmice maďarské, plné vrtochů, pevný, přirozený směr.“
Roku 1860 se stal ředitelem Kisfaludyovy společnosti, a proto se přestěhoval do Budapešti, kde žil až do smrti. Tato společnost v té době mj. vydávala překlad Shakespearových děl, sám Arany přispěl překlady Snu noci svatojanské (1864), Hamleta (1867) a Krále Jana (1867). Přeložil též Aristofanovy komedie. V roce 1860 rovněž začal vydávat svůj týdeník Szépirodalmi Figyelő (Estetický pozorovatel), který měl velký vliv na formování maďarských intelektuálních kruhů.
Roku 1864 vydal velké epické dílo Buda halála (Budova smrt), které sám nazval „hunskou pověstí“. Začíná vpádem Hunů do Evropy a končí smrtí Attilovou. Ottův slovník naučný označil toto Aranyho dílo za jeho umělecký vrchol: „Vynikajíc nádherným bohatstvím fantasie a dokonalostí jazyka i básnické formy jest korunou epických plodů Aranyových. Ve svém Toldim stojí Arany ještě zcela na základě naivní poesie. Zcela jinou prací jest Budova smrť; ona jest již plodem velikých studií a umělecké píle. Že však jazyk v ní jest uměle starý a způsob přednesu uměle naivní, cení někteří aesthetikové mezi všemi epickými pracemi Aranyovými první díl Toldiův nejvýše.“ Budova smrt měla být prvním dílem trilogie, měla následovat Atillova sláva a Atillova smrt. Ty však již Arany sepsat nestihl.
Roku 1865 se stal tajemníkem a roku 1870 vrchním tajemníkem uherské akademie věd. Roku 1867 byl vyznamenán křížem Řádu sv. Štěpána.
Po jeho smrti bylo v jeho psacím stole nalezeno množství hudebních skladeb, většinou šlo o pokusy zhudebnit Petőfiho básně (s Petőfim bývali v mládí přátelé).